# Municipio de Richland (condado de Holmes)
El municipio de Richland (en inglés, Richland Township) es un municipio del condado de Holmes, Ohio, Estados Unidos. Tiene una población estimada, a mediados de 2021, de 1198 habitantes.

## Geografía
Está ubicado en las coordenadas 40°29′34″N 82°7′9″O / 40.49278, -82.11917 (40.492912, -82.11907). Según la Oficina del Censo de los Estados Unidos, tiene una superficie total de 96.81 km², de la cual 96.57 km² corresponden a tierra firme y 0.24 km² son agua.

## Demografía
Según el censo de 2020, en ese momento había 1193 personas residiendo en la zona. La densidad de población era de 12.4 hab./km². El 95.14 % de los habitantes eran blancos, el 0.08 % era afroamericano, el 0.17 % eran asiáticos, el 0.50 % eran de otras razas y el 4.11 % eran de una mezcla de razas. Del total de la población, el 1.26 % eran hispanos o latinos de cualquier raza.

## Gobierno
El municipio está gobernado por una junta de tres administradores (trustees), que en 2022 son Rexford Lee Marmet Jr., Michael V. Phillips y Heath Randal Wolfe.